# Der Augenzeuge (Wochenschau)
Der Augenzeuge war die Kino-Wochenschau in der sowjetischen Besatzungszone (SBZ) und in der Deutschen Demokratischen Republik (DDR) und wurde von der staatlichen Filmgesellschaft DEFA produziert. Er erschien mit einer Länge von 15 Minuten vom 19. Februar 1946 bis zum 19. Dezember 1980 (Ausgabe 52/1980).
Seit 2019 werden alle Ausgaben des Augenzeugen als Teil des gesamten Filmerbes der DEFA über die Archivplattform Progress Film zugänglich und lizenzierbar gemacht.

## Chronik
Der Augenzeuge erschien anfangs zweiwöchentlich, ab August 1946 wöchentlich. Erster Chefredakteur war Kurt Maetzig. Mit der Ausgabe 13/1946 wurde das von Maetzig erdachte Motto Sie sehen selbst, Sie hören selbst, urteilen Sie selbst! eingeführt (bis Ausgabe 34/1949).
Von Ausgabe 12/1946 bis Ausgabe 1/1949 begann jede Folge mit der Aktion Kinder suchen ihre Eltern, mit der eine Anregung von Erich Kästner aufgegriffen wurde. Zirka 400 Kinder konnten mit ihrer Hilfe ihre Eltern wiederfinden.
Da Kurt Maetzig aufgrund seiner Dreharbeiten beim Spielfilm und administrativer Verpflichtungen bei der DEFA ab Herbst 1946 nur noch bedingt dem Augenzeugen zur Verfügung stand, war Maetzigs Frau Marion Keller ab dieser Zeit weitgehend federführend zuständig. In der Folge wurde sie Mitte 1947 als amtierende Chefredakteurin eingesetzt und am 1. Dezember 1947 offiziell als Chefredakteurin und Leiterin der Abt. Wochenschau berufen.
Ab 1947 wurden im Austauschverfahren Beiträge aus Wochenschauen westlicher Länder aufgenommen (französische Wochenschau Les actualités francaises, MGM-Woche der USA). Ein Austausch mit der westdeutschen Wochenschau wurde durch den Bundesinnenminister Robert Lehr 1950 unterbunden (Lehr-Erlass). Ab Herbst 1949 übte die SED-Führung der DDR stärkeren Einfluss auf den Augenzeugen aus. Er verlor seine ausgeglichene Thematik und wurde bis Mitte 1953 zum Instrument staatlicher Propaganda – mit Berichten über SED-Tagungen, den Austausch von Delegationen mit der Sowjetunion und anderen osteuropäischen Volksdemokratien oder Taten von Aktivisten. Nach dem Volksaufstand in der DDR am 17. Juni 1953 wurde die Bevormundung der Redaktion reduziert, und der Augenzeuge wurde wieder weltoffener. Der Kurs änderte sich, nachdem Helmut Schneider Chefredakteur wurde. Mit ihm kehrte etwas vom Witz und der Ironie aus der Anfangszeit zurück. Ab 1954 begann der Austausch der Beiträge mit vier westdeutschen Wochenschauen.
Mit Ausgabe 18/1954 begann die Sportberichterstattung (Rubrik Sport im Bild). Ab 1957 erschien der Augenzeuge als erste und einzige Wochenschau der Welt zweimal wöchentlich (A-Ausgabe freitags mit 480 Kopien, B-Ausgabe dienstags mit 275 Kopien). Tatsächlich zeigten jedoch nur 200 von 3300 Kinos beide Folgen, wie sich später herausstellte. 1961 kehrte man wieder zum wöchentlichen Erscheinen zurück.
Nachdem der Augenzeuge 1981 eingestellt worden war, trat die DEFA Kinobox an seine Stelle.

## Veröffentlichungen
- Günter Jordan, Ralf Schenk: Schwarzweiß und Farbe. DEFA-Dokumentarfilme 1946–1990, 1996, ISBN 3-931321-51-7.
- Dieter Oeckl: Weltbilder – Deutsch/deutsche Wochenschau-Geschichten. Dokumentation 60', WDR/3sat 1996.
- Sigrun Lehnert: Arbeit, Freizeit und Streik in der Kino-Wochenschau West- und Ostdeutschlands von den 1950er bis Mitte der 1960er Jahre. In: Arbeit – Bewegung – Geschichte, Heft I/2018, S. 110–133.

## DVDs
- Der Augenzeuge – Die DEFA Wochenschau, 8 DVDs, Laufzeit 1418 Minuten, 2004 erschienen bei Icestorm Entertainment